# Julien Delbouis
Pas d'image ? Cliquez ici

a Compétitions nationales et continentales officielles uniquement.

b Matchs officiels uniquement.
Dernière mise à jour le 7 décembre 2019.
Julien Delbouis, né le 4 août 1999 à Clamart, est un joueur français de rugby à XV jouant au poste centre au sein du Stade français.

## Biographie

### En club
Julien Delbouis est natif de Clamart. Après une première saison professionnelle au RC Massy, alors qu'il a à peine 18 ans, il intègre le Stade français pour la saison 2018-2019.
Après 5 feuilles de matchs avec Paris et un essai, il obtient sa première titularisation contre Castres lors de la 7e journée. Il effectue lors de ce match une performance remarquée par la presse sportive,,, qui lui vaut notamment une présence dans le XV type de L'Équipe à seulement 19 ans.

### En équipe nationale
Etant surclassé, il obtient sa première sélection en équipe de France des moins de 20 ans en 2018 lors du Tournoi des Six Nations, où il marque un essai en tant que remplaçant, contre l'Italie.
Lors de la saison 2018, il intègre le pôle France de la Fédération française de rugby, comprenant les jeunes susceptibles d'intégrer notamment l'équipe des moins de 20 ans.
En novembre 2020, il est retenu dans le groupe de 31 joueurs de l'équipe de France de rugby à XV par Fabien Galthié pour préparer le match de Coupe d'automne des nations contre l'Italie. Ce groupe est marqué par l'absence des habituels titulaires limités à 3 matches en automne 2020. Il ne joue cependant aucun match à cette occasion.
En janvier 2023, il est de nouveau appelé en équipe de France pour participer au Tournoi des Six Nations 2023,. À l'issue de la saison, il est appelé dans une liste de 23 joueurs pour participer à un stage avec les Bleus. Cette liste est marquée par l'absence des joueurs étant demi-finalistes du championnat.

## Palmarès

### En équipe nationale
- Vainqueur du Tournoi à 7 de Dubaï en 2016 avec l'équipe de France 7's des moins de 18 ans[17].
- Vainqueur du Tournoi des Six Nations des moins de 20 ans en 2018 avec l'équipe de France des moins de 20 ans.
- Vainqueur du Championnat du monde junior de rugby à XV en 2019 avec l'équipe de France des moins de 20 ans.